# Ота Докан
Ота Докан (*太田 道灌, 1432 — 25 серпня 1486) — середньовічний японський військовий діяч, архітектор, поет періоду Сенґоку. Відомий також як Ота Сукенаґа.

## Життєпис
Походив з самурайського роду Ота (нащадків Мінамото но Йорімаса). Син Ота Сукекійо, камі провінції Тамба, та доньки Наґао Каґенаки. Народився у 1432 році в провінції Саґамі, отримавши ім'я Цурутійо. Здобув гарну освіту в Камакурі, захопився літературою (кансі і вака), інженерною й архітектурною справою. У 1457 році разом з Ота Мітідзане за дорученням фактичного голови роду Оґіґаяцу-Уесуґі — Уесуґі Мотітомо (свого сюзерена), керував роботами зі зведення замку Каваґое. Того ж року на власник земляк звів замок Едо. Згодом на замовлення свого пана звів замок Івацуке.
У 1460-х роках стає головним радником Уесуґі Масадзане, голови роду Оґіґаяцу-Уесуґі. Залишився на посаді за наступного очільника Уесуґі Садамаса. Успішна діяльність сприяла тому, що Докана було запрошено на аудієнцію до сьогуна Асікаґа
У 1475 році в володіннях канто-канрей Уесуґі Акісада повстав Наґао Каґехару, той звернувся до Ота Докана (останній був родичем Каґехару за материнською лінією) з пропозицією повалити владу усіх представників клану Уесуґі. Але Докан відкинув пропозицією, підготувавши основні замки до оборони. В результаті Ота Докан фактично очолив війська Садамаси. У 1480 році горах Тітібу переміг Наґао Каґехару, змусивши останнього здатися.
Слідом за цим сприяв посиленню роду Оґіґаяцу-Уесуґі. Але разом з тим зростала потуга роду Ота. Зрештою Уесуґі Садамаса став підозрювати Докана у змові проти його влади. У 1486 році Ота Докана було підступно вбито в Ісехарі (провінція Саґамі). Це викликало повстання усього роду Ота проти влади Садамаси.

## Творчість
Був майстром зі складання вака і кансі. Проте переважно відомі його танка, присвячені замкам, які він звів та іншим архітектурним проектам, зокрема присвячене зведенню замка Едо. Знаним також є передсмертний вірш.